# David Blake
David Valentine Jardine Blake (10 de noviembre de 1887-6 de marzo de 1965) fue un  comandante del ejército australiano

## Primera Guerra Mundial

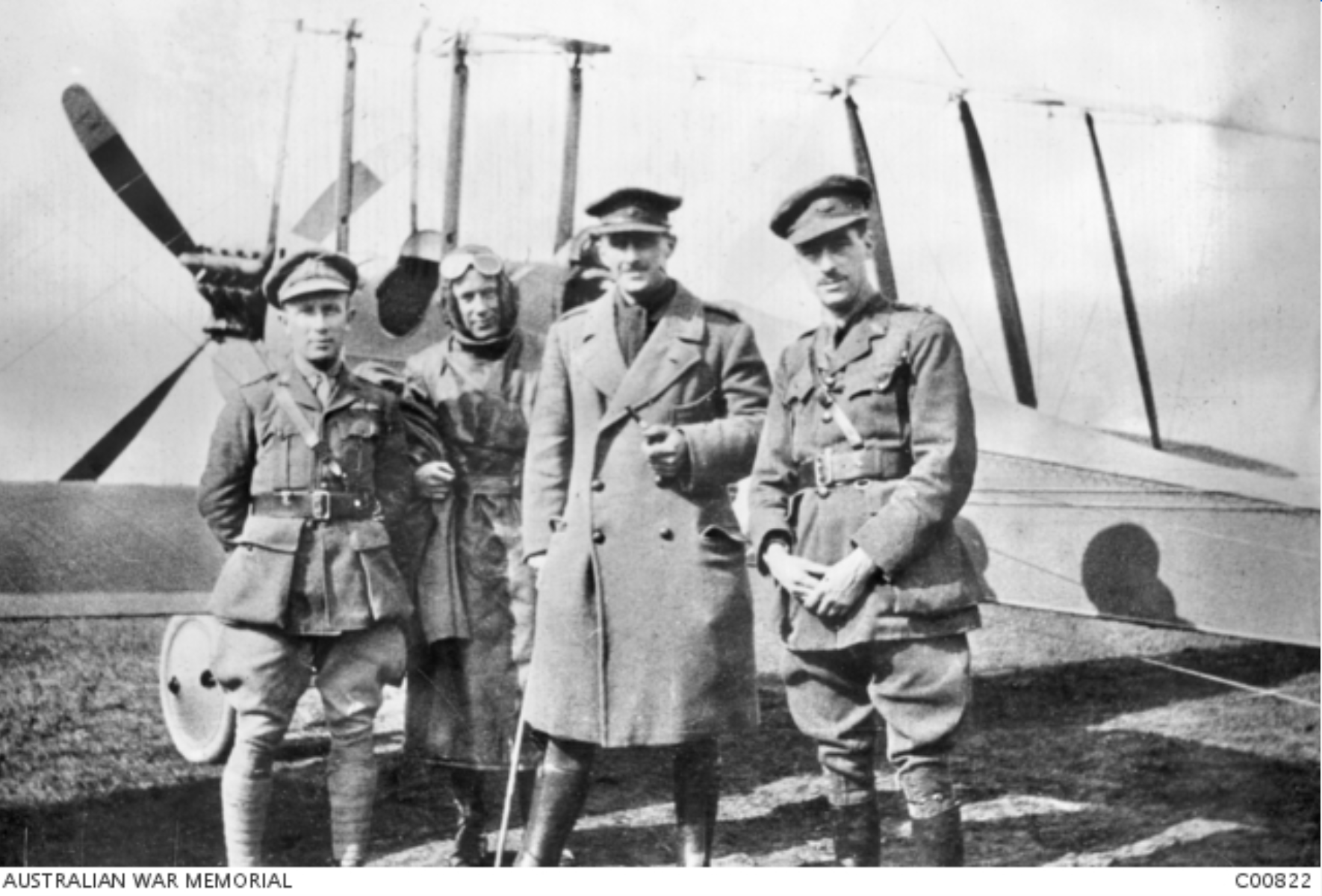
Mayor David Valentine Blake (segundo desde la derecha), oficial al mando del escuadrón 3, Australian Flying Corps

Blake fue comisionado como oficial de carrera en  Ejército Australiano en 1911. 
En septiembre de 1916, como mayor, se convirtió en el primer oficial al mando del recién formado Escuadrón n.º 3 Australian Flying Corps . El escuadrón se desplegó en Bélgica y Francia a fines de 1917, 
Desde principios de 1918, el Escuadrón n.º 3 voló en un sector del valle de Somme, enfrentándose a aviones alemanes comandados por el "Barón Rojo", Manfred von Richthofen . Cuando el barón fue derribado  detrás de las líneas aliadas el 21 de abril de 1918. Blake informó inicialmente que un avión de 3 escuadro RE8 podría haber derribado a Richthofen.
Sin embargo, después de una autopsia, Blake se convirtió en un firme defensor de la opinión de que los ametralladores australianos en tierra habían matado al barón.
Blake permaneció hasta octubre de 1918. Al año siguiente, fue trasladado a Australia.